# 1B busz (Balatonfüred)
A balatonfüredi 1B jelzésű autóbusz az Autóbusz-állomás – Hajóállomás – Lakótelep – Óváros – Újtelep útvonalon közlekedik. A vonalat a Volánbusz üzemelteti.

## Közlekedése
Munkanapokon és hétvégén is kétóránként közlekedik.

## Útvonala
| Autóbusz-állomás → Hajóállomás → Lakótelep → Óváros → Újtelep |
| --- |
| Autóbusz-állomás (vasútállomás) vá. – Castricum tér – Horváth Mihály utca – Jókai Mór utca – Zákonyi Ferenc utca – Széchenyi István utca – Fürdő utca – Köztársaság utca – Perczel Mór utca – Ady Endre utca – Nádor utca – Illés József utca – Arad utca – Ady Endre utca – Szent István tér – Kossuth Lajos utca – Siske utca – Vázsonyi út – Újtelep vá. |

## Megállóhelyei
| 0  | Autóbusz-állomás (vasútállomás) végállomás |                         | Balatonfüred Autóbusz-állomás, Vasútállomás, Castricum tér |
| 1  | Horváth Mihály utca                        | 1, 2, 2B, 3, 4, 5, 6, 7 | Rádiómúzeum |
| 3  | Hajóállomás                                | 1, 2, 2B                | Hajóállomás, Jókai Múzeum, Kossuth-forrás, Anna Grand Hotel, Állami Szívkórház, Amazonas Múzeum, Kerektemplom, Hotel Blaha Lujza, Vitorlázeum, Tagore sétány, Vitorlás tér |
| 4  | Zákonyi sétány                             | 1, 2, 2B                | |
| 6  | Széchenyi sétány                           | 1, 2, 2B                | Flamingó Hotel, Hotel Füred |
| 8  | Fürdő utca, üzletközpont                   | 1, 2, 2B                | Görög falu, Aquapark, Városi Sporttelep, Kemping és Üdülőfalu, Marina Center                                                                                               |
| 10 | Lakótelep                                  | 1, 2, 2B                | Köztársaság lakótelep |
| 11 | Zrínyi utca (aluljáró)                     | 1, 2, 2B                | |
| 13 | Csók utca                                  | 1, 2, 2B, 5, 6, 7       | |
| 14 | Illés utca                                 | 1, 2, 2B, 5, 6, 7       | Radnóti Miklós Általános Iskola |
| 15 | Perczel Mór utca                           | 1, 2, 2B, 5, 6, 7       | Lóczy Lajos Gimnázium és Szakközépiskola |
| 16 | Közösségi ház                              | 1, 2, 2B, 3, 4          | Közösségi ház, Krisztus Király templom, Városháza, Posta, Kormányablak, Rendelőintézet, Vásárcsarnok, Református Általános Iskola, Szent István tér                        |
| 17 | Kossuth tér                                | 1, 2, 2B, 3, 4          | Református templom, Evangélikus templom, Városi Könyvtár és Múzeum, Kossuth tér                                                                                            |
| 18 | Vázsonyi utca                              | 1, 2, 2B                | |
| 19 | Újtelep végállomás                         | 2, 2B                   | Papsokai templomrom |